# Capernaum
| Recensione | Giudizio |
| ---------- | -------- |
| AllMusic   | [ 1 ]    |

Capernaum è un album discografico dei The Tannahill Weavers, pubblicato dall'etichetta discografica Green Linnet Records nel 1994.
Il disco vinse un Indie Award 1994 come miglior album di musica celtica dell'anno.

## Tracce
1. The Blackbird Set – 4:50
2. Capernaum – 2:45 (Lewis Spence (testo), Ed Miller (melodia))
3. The Plooboy Laddies / John Murray of Lochee – 4:43 (Tradizionale; arrangiamento The Tannahill Weavers)
4. The Unicorn Set – 6:26
5. The Braes o' Balquhidder – 4:03 (Robert Tannahill; arrangiamento The Tannahill Weavers)
6. The Hieland Sodger – 3:05 (Robert Tannahill; arrangiamento The Tannahill Weavers)
7. The Carls o' Dysart – 1:10 (Tradizionale; arrangiamento The Tannahill Weavers)
8. The Log Splitter Set – 4:20 – a) Caradale Bay (R. Muirhead)
b) The Log Splitter (Phil Cunningham)
c) Calibachan (Tradizionale)
d) Drochaid Luideach (Tradizionale)
9. The Sound of Taransay – 3:36 (Phil Smillie)
10. The Brewer Laddie / Cathkin Braes – 4:10 (Tradizionale; arrangiamento The Tannahill Weavers)
11. The Bergen – 3:50 (Jez Lowe)
12. Gray Bob's Set – 3:20
13. Captain Ward* / The Streaker** – 2:53 (Tradizionale*, D. Johnstone**)
14. Hame – 5:40 (Roy Gullane)

## Musicisti
- Roy Gullane - chitarra, voce
- Phil Smillie - flauto, whistles, bodhrán, voce
- Les Wilson - bouzouki, tastiere, voce
- John Martin - fiddle, viola, violoncello, voce
- Kenny Forsyth - Highland bagpipes, Scottish small pipes, whistles

Note aggiuntive
- The Tannahill Weavers - produttori, arrangiamenti
- Registrato nell'aprile del 1994 al CaVa East di Edimburgo, Scozia
- Nik Kinloch - ingegnere delle registrazioni
- Masterizzato al CaVa Sound Workshops di Glasgow, Scozia
- Robin Rankin - ingegnere della masterizzazione